# Filmografia d'Os Trapalhões
Neste artigo é apresentada a filmografia do grupo cômico Os Trapalhões totalizando 43 filmes entre 1965 e 2017. A maior parte das produções foram produzidas pela R.A Produções Artísticas, em parceria com a Embrafilme.

Anúncio do filme Os Trapalhões no Auto da Compadecida, de 1987.

Em fevereiro de 2021, 32 filmes da filmografia foram disponibilizados temporariamente para serem assistidos na NetMovies, serviço de streaming gratuito. Posteriormente, o SBT comprou da Europa Filmes 35 filmes da franquia Os Trapalhões para exibir na emissora.

## Elenco
- Renato Aragão (Didi) está presente em 42 filmes.
- Dedé Santana (Dedé) está presente em 39 filmes.
- Mussum está presente em 27 filmes.
- Zacarias está presente em 23 filmes.

## 1960-1969
| Ano  | Título              | Formação | Formação | Formação | Formação | Direção                        | Produção                                                | Notas |
| Ano  | Título              | Didi     | Dedé     | Mussum   | Zacarias | Direção                        | Produção                                                | Notas |
| ---- | ------------------- | -------- | -------- | -------- | -------- | ------------------------------ | ------------------------------------------------------- | ----- |
| 1965 | A Pedra do Tesouro  | Yes      | Yes      | Não      | Não      | Roberto Farias                 | Produções Cinematográficas R.F. Farias Ltda.            |       |
| 1966 | Na Onda do Iê-Iê-Iê | Yes      | Yes      | Não      | Não      | Aurélio Teixeira               | Jarbas Barbosa Produções Cinematográficas e Embrafilme  |       |
| 1967 | Adorável Trapalhão  | Yes      | Não      | Não      | Não      | J. B. Tanko                    | J.B. Tanko Filmes e Embrafilme                          |       |
| 1968 | Dois na Lona        | Yes      | Não      | Não      | Não      | Carlos Alberto de Souza Barros | Embrafilme e Herbert Richers Produções Cinematográficas |       |
| 1969 | Bonga, o Vagabundo  | Yes      | Não      | Não      | Não      | Victor Lima                    | Herbert Richers Produções Cinematográficas e Embrafilme | [ 3 ] |

## 1970-1979
| Ano  | Título                               | Formação | Formação | Formação | Formação | Direção        | Produção                                                                                        | Público   | Notas |
| Ano  | Título                               | Didi     | Dedé     | Mussum   | Zacarias | Direção        | Produção                                                                                        | Público   | Notas |
| ---- | ------------------------------------ | -------- | -------- | -------- | -------- | -------------- | ----------------------------------------------------------------------------------------------- | --------- | ----- |
| 1970 | A Ilha dos Paqueras                  | Yes      | Yes      | Não      | Não      | Fauzi Mansur   | United Artists, Embrafilme, Indústria Nacional de Filmes (I.N.F.) e Titanus Filmes              | 1 335 132 |       |
| 1972 | Ali Babá e os 40 Ladrões             | Yes      | Yes      | Não      | Não      | Victor Lima    | Embrafilme e Jarbas Barbosa Produções Cinematográficas e                                        | 1 641 372 |       |
| 1973 | Aladim e a Lâmpada Maravilhosa       | Yes      | Yes      | Não      | Não      | J. B. Tanko    | Embrafilme, Jarbas Barbosa Produções Cinematográficas, e Produções Cinematográficas R.F. Farias | 2 573 241 |       |
| 1973 | Robin Hood, o Trapalhão da Floresta  | Yes      | Yes      | Não      | Não      | J. B. Tanko    | Embrafilme, J.B. Tanko Filmes e Atlântida Cinematográfica                                       | 2 978 767 |       |
| 1974 | O Trapalhão na Ilha do Tesouro       | Yes      | Yes      | Não      | Não      | J. B. Tanko    | Embrafilme e J.B. Tanko Filmes                                                                  | 3 375 090 |       |
| 1975 | Simbad, o Marujo Trapalhão           | Yes      | Yes      | Não      | Não      | J. B. Tanko    | J.B. Tanko Filmes e Embrafilme                                                                  | 4 406 200 |       |
| 1976 | O Trapalhão no Planalto dos Macacos  | Yes      | Yes      | Yes      | Não      | J. B. Tanko    | J.B. Tanko Filmes e Embrafilme                                                                  | 4 565 267 |       |
| 1977 | O Trapalhão nas Minas do Rei Salomão | Yes      | Yes      | Yes      | Não      | J. B. Tanko    | Embrafilme e J.B. Tanko Filmes                                                                  | 5 786 226 |       |
| 1978 | Os Trapalhões na Guerra dos Planetas | Yes      | Yes      | Yes      | Yes      | Adriano Stuart | Central Globo de Produção, Embrafilme e Renato Aragão Produções Artísticas                      | 5 089 970 |       |
| 1979 | Cinderelo Trapalhão                  | Yes      | Yes      | Yes      | Yes      | Adriano Stuart | Embrafilme e Renato Aragão Produções Artísticas                                                 | 5.027.043 |       |
| 1979 | O Rei e os Trapalhões                | Yes      | Yes      | Yes      | Yes      | Adriano Stuart | Renato Aragão Produções Artísticas e Embrafilme                                                 | 4 240 757 |       |

## 1980-1989
| Ano  | Título                               | Formação | Formação | Formação | Formação | Direção            | Produção | Público   | Notas                                                                                                |
| Ano  | Título                               | Didi     | Dedé     | Mussum   | Zacarias | Direção            | Produção | Público   | Notas                                                                                                |
| ---- | ------------------------------------ | -------- | -------- | -------- | -------- | ------------------ | --- | --------- | --- |
| 1980 | Os Três Mosqueteiros Trapalhões      | Yes      | Yes      | Yes      | Yes      | Adriano Stuart     | Columbia Pictures e Renato Aragão Produções Artísticas                                                        | 4.221.062 | |
| 1981 | O Incrível Monstro Trapalhão         | Yes      | Yes      | Yes      | Yes      | Adriano Stuart     | Embrafilme e Renato Aragão Produções Artísticas                                                               | 4 212 244 | |
| 1981 | O Mundo Mágico dos Trapalhões        | Yes      | Yes      | Yes      | Yes      | Silvio Tendler     | Embrafilme e Renato Aragão Produções Artísticas                                                               | 1 892 117 | |
| 1981 | Os Saltimbancos Trapalhões           | Yes      | Yes      | Yes      | Yes      | J. B. Tanko        | United Artists, Renato Aragão Produções Artísticas e Embrafilme                                               | 5 218 574 | Único filme dos Trapalhões a constar na lista dos 100 maiores filmes brasileiros de todos os tempos. |
| 1982 | Os Vagabundos Trapalhões             | Yes      | Yes      | Yes      | Yes      | J. B. Tanko        | Renato Aragão Produções Artísticas e Embrafilme                                                               | 4 631 914 | |
| 1982 | Os Trapalhões na Serra Pelada        | Yes      | Yes      | Yes      | Yes      | J. B. Tanko        | Renato Aragão Produções Artísticas e Embrafilme                                                               | 5 043 350 | |
| 1983 | O Cangaceiro Trapalhão               | Yes      | Yes      | Yes      | Yes      | Daniel Filho       | Renato Aragão Produções Artísticas e Embrafilme                                                               | 3 831 443 | |
| 1983 | Atrapalhando a Suate                 | Não      | Yes      | Yes      | Yes      | Dedé Santana       | DeMuZa Cinema e J. B. Tanko Filmes                                                                            | 1 012 654 | Produzido durante a separação d'Os Trapalhões                                                        |
| 1983 | O Trapalhão na Arca de Noé           | Yes      | Não      | Não      | Não      | Del Rangel         | Renato Aragão Produções Artísticas e Embrafilme                                                               | 2 181 017 | Produzido durante a separação d'Os Trapalhões                                                        |
| 1984 | Os Trapalhões e o Mágico de Oróz     | Yes      | Yes      | Yes      | Yes      | Dedé Santana       | Renato Aragão Produções Artísticas, Embrafilme e DeMuZa Cinema                                                | 2 465 898 | |
| 1984 | A Filha dos Trapalhões               | Yes      | Yes      | Yes      | Yes      | Dedé Santana       | Renato Aragão Produções Artísticas, Embrafilme e DeMuZa Cinema                                                | 2 462 034 | |
| 1985 | Os Trapalhões no Reino da Fantasia   | Yes      | Yes      | Yes      | Yes      | Dedé Santana       | Renato Aragão Produções Artísticas, Mauricio de Sousa Produções e Embrafilme                                  | 1 751 709 | Primeiro filme de Mauricio de Sousa e Xuxa em parceria com Os Trapalhões                             |
| 1986 | Os Trapalhões no Rabo do Cometa      | Yes      | Yes      | Yes      | Yes      | Dedé Santana       | Renato Aragão Produções Artísticas, Mauricio de Sousa Produções e Embrafilme                                  | 1 250 000 | Segundo e último filme de Mauricio de Sousa em parceria com Os Trapalhões                            |
| 1986 | Os Trapalhões e o Rei do Futebol     | Yes      | Yes      | Yes      | Yes      | Carlos Manga       | Embrafilme, Renato Aragão Produções Artísticas e Pelé-Saad Comunicações e Empreendimentos                     | 3 616 696 | |
| 1987 | Os Trapalhões no Auto da Compadecida | Yes      | Yes      | Yes      | Yes      | Roberto Farias     | Renato Aragão Produções Artísticas, Embrafilme e Produções Cinematográficas R.Farias                          | 2 610 371 | |
| 1987 | Os Fantasmas Trapalhões              | Yes      | Yes      | Yes      | Yes      | J.B. Tanko         | Renato Aragão Produções Artísticas, Embrafilme e DeMuZa Cinema                                                | 2 689 380 | |
| 1988 | Os Heróis Trapalhões                 | Yes      | Yes      | Yes      | Yes      | José Alvarenga Jr. | Renato Aragão Produções Artísticas, Embrafilme, DeMuZa Cinema, Art Filmes, Cinematográfica Sul e Ponto Filmes | 2 900 000 | |
| 1988 | O Casamento dos Trapalhões           | Yes      | Yes      | Yes      | Yes      | José Alvarenga Jr. | Renato Aragão Produções Artísticas, ZDM Produções, Art Filmes e Columbia Pictures                             | 4 779 027 | |
| 1989 | A Princesa Xuxa e os Trapalhões      | Yes      | Yes      | Yes      | Yes      | José Alvarenga Jr. | Renato Aragão Produções Artísticas, ZDM Produções, Xuxa Produções, Art Filmes e Columbia Pictures             | 4 018 764 | Segundo filme de Xuxa e sua produtora em parceria com Os Trapalhões                                  |
| 1989 | Os Trapalhões na Terra dos Monstros  | Yes      | Yes      | Yes      | Yes      | Flávio Migliaccio  | Renato Aragão Produções Artísticas e ZDM Produções                                                            | 3 200 000 | |

## 1990-1999
| Ano  | Título                                | Formação | Formação | Formação | Formação | Direção            | Produção | Público   | Notas                                                                     |
| Ano  | Título                                | Didi     | Dedé     | Mussum   | Zacarias | Direção            | Produção | Público   | Notas                                                                     |
| ---- | ------------------------------------- | -------- | -------- | -------- | -------- | ------------------ | --- | --------- | ------------------------------------------------------------------------- |
| 1990 | Uma Escola Atrapalhada                | Yes      | Yes      | Yes      | Yes      | Antonio Rangel     | Renato Aragão Produções Artísticas, ZDM Produções Artísticas, Embrafilme, Columbia Pictures e Art Films                              | 2.571.095 | Zacarias morreu em 18 de Março de 1990, depois do filme                   |
| 1990 | O Mistério de Robin Hood              | Yes      | Yes      | Yes      | Não      | José Alvarenga Jr. | Renato Aragão Produções Artísticas, ZDM Produções Artísticas, Xuxa Produções, Embrafilme, DreamVision, Art Films e Columbia Pictures | 1 269 658 | Terceiro fime de Maria das Graças Meneghel, em parceria com Os Trapalhões |
| 1991 | Os Trapalhões e a Árvore da Juventude | Yes      | Yes      | Yes      | Não      | José Alvarenga Jr. | Renato Aragão Produções Artísticas, ZDM Produções Artísticas, Art Films, Columbia Pictures e Embrafilme                              | 1 174 274 | Último filme do Mussum, que morreu em 1994                                |
| 1997 | O Noviço Rebelde                      | Yes      | Yes      | Não      | Não      | Tizuka Yamasaki    | Renato Aragão Produções Artísticas                                                                                                   | 1 214 163 |                                                                           |
| 1998 | Simão, o Fantasma Trapalhão           | Yes      | Yes      | Não      | Não      | Paulo Aragão       | Renato Aragão Produções Artísticas, Globo Filmes, Neo Editora & Gravadora                                                            | 1 300 748 |                                                                           |
| 1999 | O Trapalhão e a Luz Azul              | Yes      | Yes      | Não      | Não      | Paulo Aragão       | Renato Aragão Produções Artísticas, Globo Filmes, Lumiere                                                                            | 771.831   |                                                                           |

## 2010-2019
| Ano  | Título                                       | Formação | Formação | Formação | Formação | Direção                 | Produção                                         | Notas                          |
| Ano  | Título                                       | Didi     | Dedé     | Mussum   | Zacarias | Direção                 | Produção                                         | Notas                          |
| ---- | -------------------------------------------- | -------- | -------- | -------- | -------- | ----------------------- | ------------------------------------------------ | ------------------------------ |
| 2017 | Os Saltimbancos Trapalhões: Rumo a Hollywood | Yes      | Yes      | Não      | Não      | João Daniel Tikhomiroff | Renato Aragão Produções Artísticas, Globo Filmes | Último filme da era Trapalhões |